# Брокат
Брокат је скупоцена, сјајна и тешка, најчешће свилена тканина. Карактеристична је по сликовитим рељефним, шарама, најчешће са цветним или апстрактним мотивима. Брокатна тканина некада се ткала ручно, у веома сложеним дезенима, а данас се израђује ткањем разнобојних нити жакар техником. Резултат ове технике је рељефно лице тканине, са дукачким пливајућим нитима на узорку, док наличје остаје глатко. Тканина је понекад проткана златним или сребрним нитима, такозваном срмом. Данас се брокатне тканине израђују и од вештачких материјала, а осим срме користе се и нити направљене од других метала. Брокат се употребљава за израду свечане одеће, свештеничке литургијске одоре, традиционалних источњачких кимона и декоративног текстила.

## Етимологија
Реч „брокат” потиче из латинског језика, од речи broccus, што значи „истурен”.

## Историја
Технологија израде брокатних тканина потиче из Кине, с краја 13. века. Технологија броката била је најстроже чувана тајна, чије одавање се кажњавало смрћу. Ипак, после Кинеза техником су овладали и индијски ткачи и захваљујући тесним трговачким везама Индије и Европе ова скупоцена тканина дошла је и до Византијских трговаца који су је проширили по целом свету. Оригинална техника израде броката је веома сложена, па се у то време веровало да ову тканину не може правити нико осим источњака. Због тога, али и сложеног дизајна и сати потребних за израду, брокат је био веома скуп, а одећа израђена од њега привилегија владара, високог свештенства и богатих, па је убрзо постала синоним за краљевски двор, аристократију, богатство и луксуз.
Најстарији пронађени делови одеће израђени од броката датирају из 1588. године. Брокатне тканине израђене током средњег века пронађене су у Кини, Јапану, Грчкој и Италији. Израђиване су од свиле, а мајсторски ткачи ткали су их ручно на разбојима. Тканина је често била опточена драгим камењем и ручно рађеним везом.
Проналаском жакар разбоја 1801. године брокат се могао масовно производити, што је тканину учинило доступнијом широј популацији. Међутим и даље је остала тканина коју су користили само богати, због трошкова производње и специфичног и захтевног начина одржавања.
Данас су брокатне тканине много приступачније и користе се као тканине за опремање дома, односно пресвлаке за намештај, драперије, јастуке и слично. Због свог елегантног изгледа брокат се и даље користи за израду свечане вечерње одеће и за свештеничке одоре.

## Израда брокатне тканине
Брокатна тканина одликује се узорком израђеним од разнобојних или металних нити, или обоје. Узорци се израђују током ткања, тако да на лицу тканине формирају плитки рељеф. У основи може бити било која тканина, јер је брокатни узорак само уметнут између нити потке. До појаве жакар разбоја почетком 19. века брокатне тканине ткале су се на обичним ручним разбојима, а узорак се додавао посебним ткачким чунковима. Нити којима се израђивао узорак намотаване су на мале чункове, при чему се за сваку боју у користио посебни чунак. Узорци уметнути између између основних нити потке преплићу се са основом. Ове додатне нити користе се само на деловима тканине на којима се израђује узорак. Тканине које се користе за израду броката обично се израђују најједноставнијим техникама - сатенским или кепер ткањем. Зато се на наличју виде различити преплети и тканина није иста са обе стране попут дамаста, који се такође израђује на жакар разбоју. Код броката наличје може бити глатко или се на њему могу видети уткане нити, исечене или дуге, готово попут реса.
Оригиналне брокатне тканине су готово увек густе, тешке и сјајне. Тајна је у нитима од злата, сребра или других метала утканим у свилену основу, што их чини чврстим и еластичним. Злато је изузетно пластичан метал и може се извући у веома танке нит, али је тканина израђена на овај начин фантастично скупа. У новије време ово скупо предиво замењено је легурама са нижим садржајем племенитих метала, а основа замењена мекшим материјалима, што је удобније за ношење, а сама тканина задржава исто богатство боја и узорака. Релативно недавно појавио се и брокат ликра који, за разлику од класичне верзије, није груб и тврд и врло добро се истеже. Свилени брокат данас се користи само за свечану одећу. Генерално, својства тканине зависе од додатака. Што су влакна сјајнија, то је тврђа, а додавањем лурекса, предива које потсећа на метал, постаје еластичнија.

### Одржавање броката
У зависности од врсте влакана која се користе у ткању неки брокати се могу ручно прати, док други морају бити  очишћени професионално, хемијски. Због начина ткања који се користе за стварање сложених узорака брокатна тканина се често скупља кад је мокра. Хемијско чишћење је увек пожељнији начин начин, посебно за пресвлаке за намештај или скупу одећу. Код ручног прања увек постоји опасност да се нити од којих су исткани узорци изломе, услед трљања, савијања и увртања приликом цеђења. Тканина се такође може лако оштетити и приликом сушења, јер тежина окачене мокре тканине такође може довести до пуцања нити. Зато се брокат опран у води увек суши положен на равну површину. Брокатне тканине не треба излагати сунчевој светлости и високим температурама, па ако се пере, то се чини искључиво у хладној води, а суши се у хладовини. Ове тканине се могу пеглати, али увек с наличја и преко заштитне газе, како се рељефни узорци не би оштетили - изломили или поравнали.
- Узорци брокатних тканина
- Јапански нишики брокат за кимоно, са узорком цвета пауловније (између 1100-1400)
- Узорак дечака који јашу козе (Кина, 15/16. век)
- Узорак са мотивима из Јеванђеља по Матеју (Француска)
- Тканина за индијски сари, почетак 20. века
- Мотив митске птице феникс, на коме се виде карактеристичне дугачке пливајуће нити

- Одевни предмети од броката
- Корсет од броката (18. век)
- Папски огртач (прва половина 19. века)
- Дворска хаљина од броката
- Женска ципела од броката
- Капица од белог броката, део свадбене опреме младе